# Padang Jering
Padang Jering is een bestuurslaag in het regentschap Sarolangun van de provincie Jambi, Indonesië. Padang Jering telt 1159 inwoners (volkstelling 2010).